# Vương tộc Bonaparte
Nhà Bonaparte (ban đầu được viết là "Buonaparte") là một cựu hoàng gia và vương triều châu Âu có nguồn gốc từ Genova. Nó được thành lập vào năm 1804 bởi Hoàng đế Napoleon, người sáng lập ra Đệ Nhất Đế chế Pháp. Napoleon là con trai của nhà quý tộc Genova Carlo Buonaparte, sống tại Đảo Corse, bản thân Napoleon là một quân nhân, thăng tiến nhanh chóng trên đường binh nghiệp trong Cách mạng Pháp, lên nắm quyền và trở thành Đệ nhất tổng tài của Đệ Nhất Cộng hòa Pháp. 5 năm sau Đảo chính ngày 18 tháng Sương Mù (11/1799), Napoleon xưng đế, lập ra Đệ Nhất Đế chế Pháp (1804), kể từ đây Napoleon cùng đội quân của mình - Grande Armée, đã tham gia vào các trận chiến chinh phục trên khắp châu Âu, thống trị châu lục này thông qua một loạt các chiến thắng quân sự trong Chiến tranh Napoléon. Ông đã đưa các thành viên gia đình Bonaparte lên làm vua một số quốc gia đồng minh, mở rộng quyền lực của vương triều.
Nhà Bonaparte đã thành lập ra Hoàng gia Pháp (Imperial House of France) trong thời Đệ Nhất Đế chế Pháp, bao gồm cả một số thành viên không mang họ Bonaparte. Ngoài việc nắm giữ tước hiệu Hoàng đế của Pháp, triều đại Bonaparte còn nắm giữ nhiều lãnh thổ và tước hiệu khác trong suốt Chiến tranh Napoléon, bao gồm Vương quốc Ý, Vương quốc Tây Ban Nha, Vương quốc Westphalia, Vương quốc Holland và Vương quốc Napoli. Vương triều nắm quyền trong khoảng một thập kỷ cho đến khi các cuộc Chiến tranh Napoléon bắt đầu diễn ra. Cuộc chiến này đã mang đến cho Pháp những đối thủ rất mạnh, trong đó có Đế quốc Áo, Vương quốc Anh, Đế quốc Nga, Vương quốc Phổ, ngoài ra còn có các phong trào bảo hoàng, đặc biệt là của Nhà Bourbon ở Pháp, Tây Ban Nha, Vương quốc Hai Sicilia và Vương quốc Sardinia. Triều đại của Napoleon cuối cùng xụp đổ sau khi vị hoàng đế này thất bại tại Trận Waterloo, Đại hội Viên đã cho khôi phục lại các vương triều trước đó bị xoá sổ bởi Đệ Nhất Đế chế Pháp.
Trong thời trị vì của Hoàng đế Napoleon I, Gia đình hoàng gia Pháp bao gồm các cá nhân có mối quan hệ huyết thống với hoàng đế như: anh em, vợ cùng các con. Ngoài ra còn có một số nhân vật cũng được đưa vô danh sách hoàng gia dù không mang họ Bonaparte, cụ thể là em rể Joachim Murat, người chú Joseph Fesch và Eugène de Beauharnais (con riêng của vợ Napoleon).
Trong giai đoạn từ năm 1852 đến 1870, Louis Bonaparte, cháu của Napoleon I đã xưng đế và lập ra Đệ Nhị Đế chế Pháp, với đế hiệu là Napoleon III. Tuy nhiên, trong Chiến tranh Pháp-Phổ (1870 - 1871), vương triều của Nhà Bounaparte một lần nữa bị lật đổ khỏi ngai vàng Pháp. Những người ủng hộ tuyên bố gia đình Bonaparte sở hữu ngai vàng được gọi là "Bonapartists". Người đứng đầu hiện nay là Jean-Christophe, Thân vương Napoléon.

## Nguồn gốc Ý

Huy hiệu của nhanh Buonaparte ở Sarzana
Huy hiệu của nhánh Buonaparte ở San Miniato
Huy hiệu của nhánh Buonaparte ở Florence

## Hoàng tộc Pháp

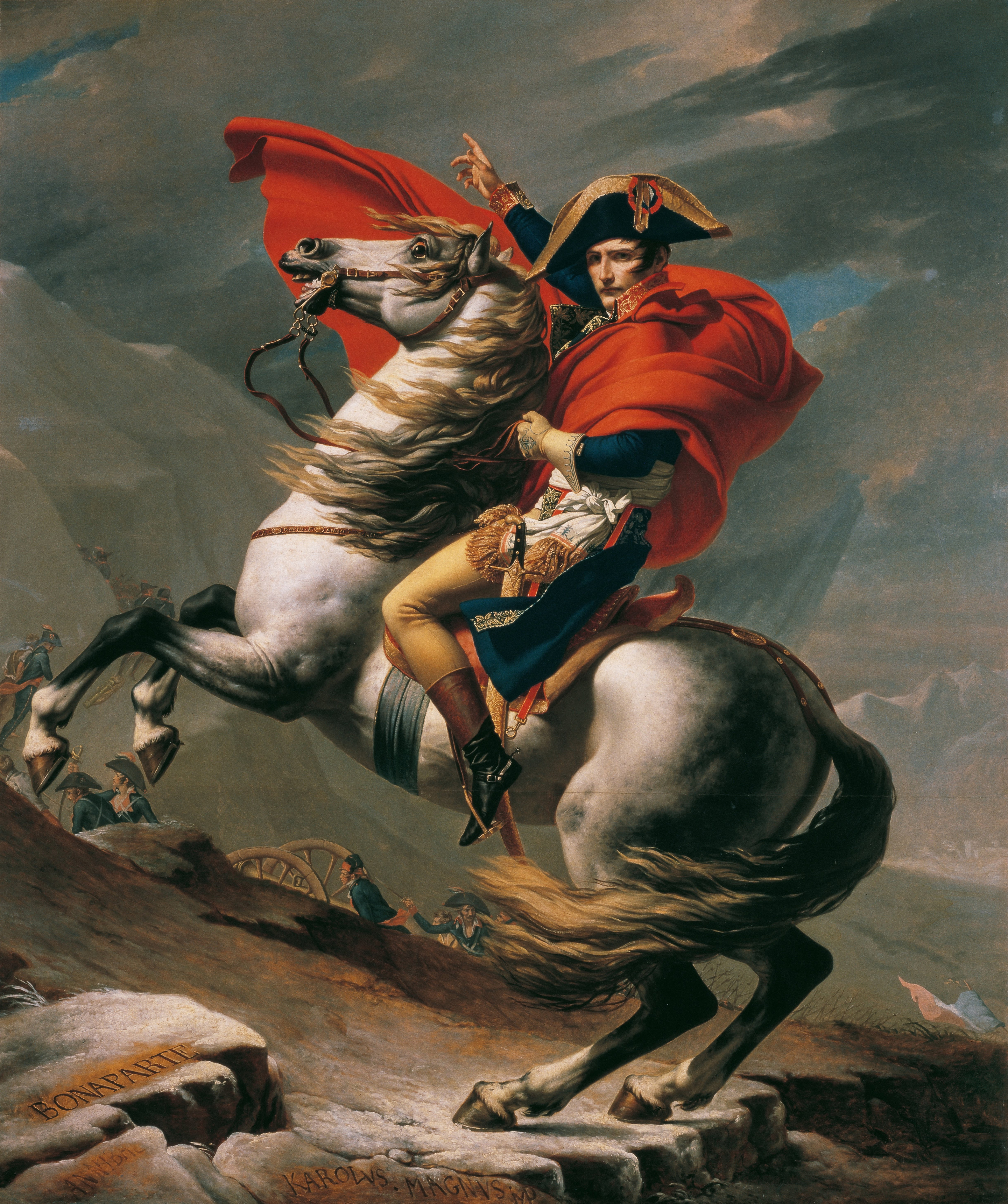
Đệ nhất tổng tài vượt dãy Anpơ trên đèo Grand-Saint-Bernard (1801), vẽ bởi Jacques-Louis David

Đế huy của Hoàng đế Napoleon I

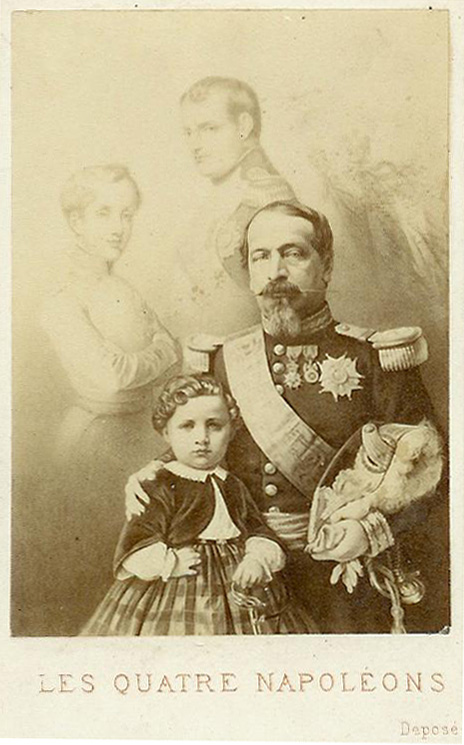
Bốn người Nhà Napoleon

## Thành viên còn sống

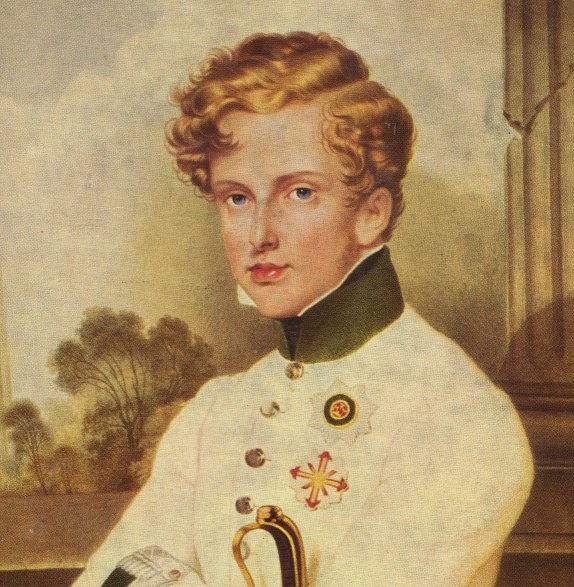
Napoleon II - Napoléon I là đứa con hợp pháp duy nhất. Chân dung của Moritz Daffinger
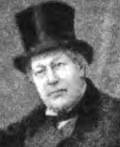
Charles, Bá tước Léon (1806–1881), con trai của Napoleon I
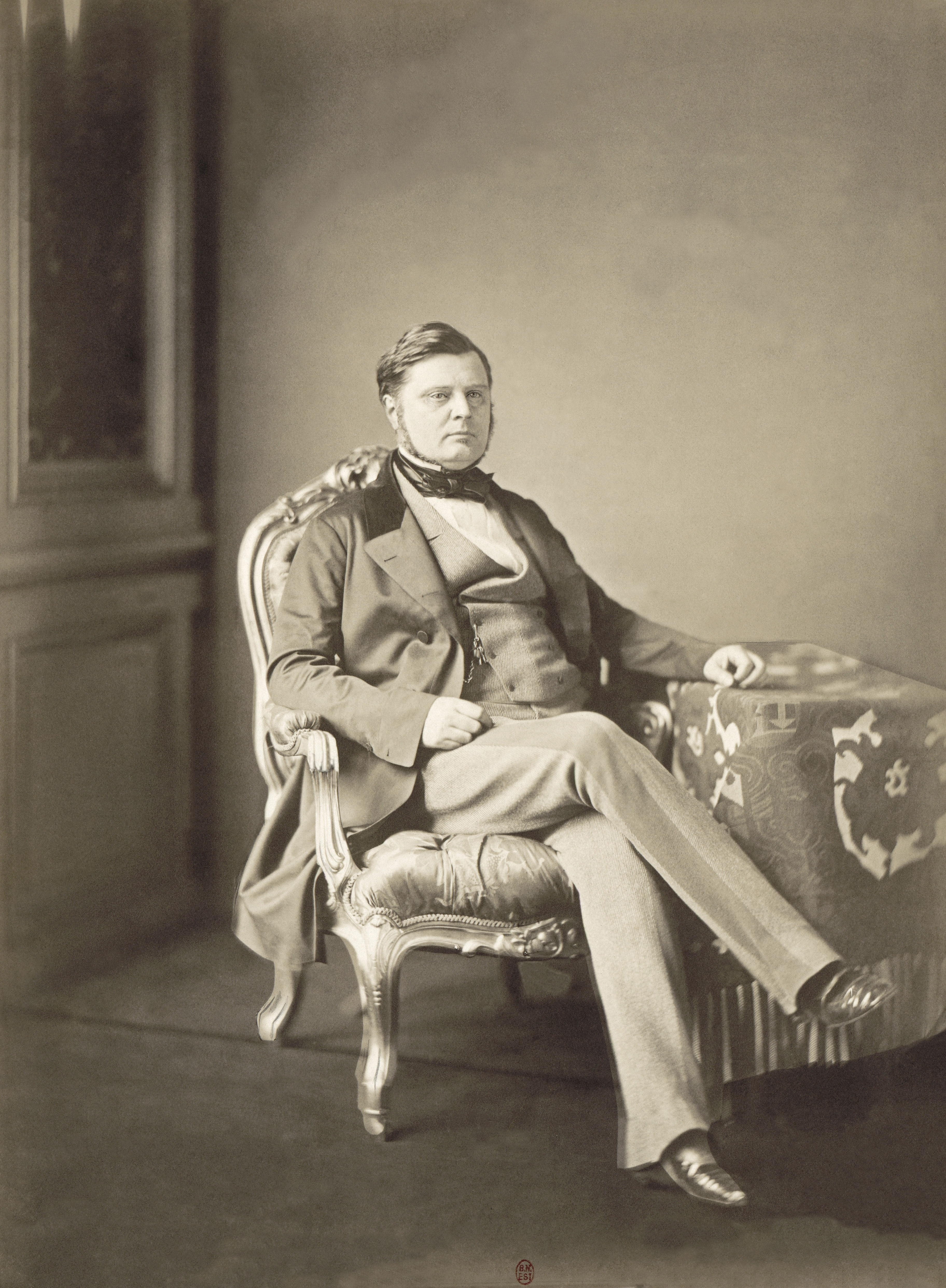
Bá tước Alexandre Colonna-Walewski, đứa con trai không được thừa nhận của Napoléon I
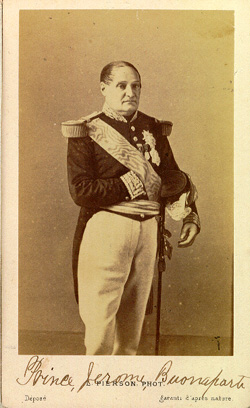
Jérôme Bonaparte, người sáng lập dòng kế thừa hợp pháp của Bonapartist còn sót lại